# Coenonympha haydenii
Coenonympha haydenii ist ein Schmetterling (Tagfalter) aus der Familie der Edelfalter (Nymphalidae). Der englische Name lautet Hayden's Ringlet oder Yellowstone Ringlet, da die Falter im Yellowstone-Nationalpark und der weiteren Umgebung vorkommen. Außer Coenonympha haydenii kommen von der Gattung Coenonympha nur noch das Große Wiesenvögelchen (Coenonympha tullia) und Coenonympha nipisiquit in Nordamerika vor.

## Merkmale
Coenonympha haydenii hat eine Spannweite von 35 bis 38 mm. Die einfarbigen und zeichnungslosen Flügeloberseiten der Männchen sind dunkelbraun, bei den Weibchen ockerbraun. Auf den graubraunen Flügelunterseiten verläuft an den Außenrändern eine schmale glänzende Bleilinie. In der Submarginalregion befindet sich eine Reihe von fünf bis sieben schwarzen, teilweise weiß gekernten Augenflecken mit einem orangen Rand.
Die halberwachsene Raupe ist gelbgrün mit drei weißen dorsalen Streifen und zwei rosa gerandeten, weißen lateralen Streifen.

## Verbreitung und Lebensraum
Coenonympha haydenii kommt im südwestlichen Montana, südöstlichen Idaho und westlichen Wyoming vor und lebt in Lichtungen, auf Bergwiesen und in Mooren bis auf 3000 Meter Höhe.

## Lebensweise
Coenonympha haydenii fliegt in einer Generation von Ende Juni bis Anfang August. Die Falter besuchen oft Blüten, um Nektar zu saugen. Die Männchen streifen durch ihr Revier auf der Suche nach Weibchen. Die Raupen ernähren sich von Gräsern.